# Frank (2014)
Frank ist eine Musikkomödie aus dem Jahr 2014 von Regisseur Lenny Abrahamson mit Domhnall Gleeson, Maggie Gyllenhaal und Michael Fassbender. Der Film beruht lose auf den Memoiren des englischen Musikers und Komikers Chris Sievey. Auf dem Sundance Film Festival 2014 feierte der Film seine Premiere.

## Handlung
Frank ist der skurrile, aber charismatische Frontmann der Rockband Soronprfbs: eine brillante, zusammengeschusterte, kaum funktionale Außenseiter-Band. Sowohl bei den öffentlichen Auftritten seiner Gruppe als auch im privaten Alltag trägt das musikalische Genie Frank stets einen überdimensionalen Pappmaché-Kopf. Nicht einmal seine Bandkollegen Clara, Don, Baraque und Nana wissen, wie er wirklich aussieht.
In diese Gruppe gerät der Hobbykeyboarder Jon, nachdem sein Vorgänger aufgrund eines Selbstmordversuchs ins Krankenhaus eingeliefert wurde. In seiner Vorstellung ist er ein echter Kreativer und eine außerordentliche musikalische Kraft; in der Realität jedoch ein völlig gewöhnlicher junger Mann, der dem langweiligen Kleinstadtleben entkommen will.
Hochmotiviert zieht Jon mit der Band in eine abgeschiedene Waldhütte in Irland, wo sie monatelang ein neues Album aufnehmen. Während sich Jon verzweifelt bemüht, als vollwertiges Bandmitglied wahrgenommen zu werden, fällt er zunehmend in den Bann des enigmatischen und talentierten Frank. Um die Soronprfbs einem größeren Publikum näherzubringen, stellt Jon heimlich Videos der Aufnahmesessions auf YouTube, wodurch immer mehr Menschen und schließlich auch das Festival South by Southwest in Austin, Texas auf die experimentelle Band aufmerksam wird.
Jon ahnt jedoch, dass sie mit der experimentellen Musik beim Publikum floppen könnten und versucht, die Musik der Band massentauglicher zu machen. Daraufhin verlassen die Bandmitglieder die Band, sodass nur noch Jon und Frank verbleiben. Der Auftritt wird eine Katastrophe. Jon improvisiert eine Songidee, wobei Frank das Bewusstsein verliert. Als dieser später spurlos verschwindet, führt Jon ein Tipp aus dem Internet zu Franks Elternhaus. Er sieht Frank zum ersten Mal ohne Verkleidung und beschließt, ihn wieder mit seiner Band zusammenzubringen.

## Produktion

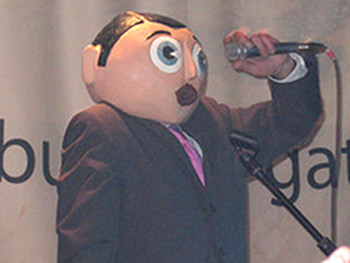
Sievey als Frank Sidebottom

Frank ist eine fiktionale Geschichte und lose inspiriert vom Leben des englischen Musikers und Komikers Chris Sievey und dessen Rolle Frank Sidebottom sowie von Außenseiter-Musikern wie Daniel Johnston und Captain Beefheart. Die Filmidee entsprang den Memoiren Jon Ronsons, der selbst Keyboarder in Sidebottoms Band war. Gedreht wurde 2013 in County Wicklow, Dublin und New Mexico. Sämtliche Musik, die im Film zu hören ist, wurde live aufgenommen.

## Kritiken
Frank wurde insgesamt sehr positiv besprochen. Auf Rotten Tomatoes erhielt der Film auf Grundlage von 166 Bewertungen ein Rating von 92 % mit einer Durchschnittsnote von 7,5 von 10.
Christoph Petersen von Filmstarts schreibt: „Der 2010 verstorbene Komiker Chris Sievey wurde in seiner britischen Heimat vor allem durch seine stets einen riesigen Pappmaschee-Kopf tragende Kunstfigur Frank Sidebottom zur Legende, als die er mit seiner Oh Blimey Big Band auch regelmäßig durchs Land tourte […]. Auch der Männer, die auf Ziegen starren-Autor Jon Ronson war mal kurzzeitig Mitglied der Band und half zu Collegezeiten als Keyboarder aus. Als er diese bizarre Erfahrung Jahrzehnte später zu einem Drehbuch verarbeitete, hatte er dabei Johnny Depp als Frank im Kopf – aber das hat zum Glück nicht hingehauen: Denn während der Fluch der Karibik-Star die skurrile Seite des Pappmaschee-Sängers in seiner eigenen Art mit ziemlicher Sicherheit noch betont hätte, trotzt der mal wieder grandiose Michael Fassbender der Rolle in Lenny Abrahamsons Musiker-Drama Frank zusätzlich noch das vielschichtig-berührende Porträt eines missverstandenen Außenseiters ab.“
Für David Steinitz von der Süddeutschen Zeitung ist „die Tragikomödie Frank, eine bittersüße Ode an die Liebe zur Popmusik und einer der schönsten Filme dieses Herbstes“.
Barbara Schweizerhof fasst für epd Film zusammen: „Frank gehört zu jener Sorte Film, bei der manche Zuschauer sich vor Lachen auf die Schenkel klopfen, während andere in komplettem Unverständnis den Kopf schütteln. Die Dritten schwanken dazwischen hin und her, so facettenreich ist der Film.“

## Auszeichnungen und Nominierungen
| Datum             | Festival                              | Kategorie                     | Empfänger                   | Ergebnis  |
| ----------------- | ------------------------------------- | ----------------------------- | --------------------------- | --------- |
| 7. Dezember 2014  | British Independent Film Awards       | Bestes Drehbuch               | Jon Ronson, Peter Straughan | Gewonnen  |
| 7. Dezember 2014  | British Independent Film Awards       | Bester Regisseur              | Lenny Abrahamson            | Nominiert |
| 7. Dezember 2014  | British Independent Film Awards       | Technische Verdienste – Musik | Stephen Rennicks            | Gewonnen  |
| 7. Dezember 2014  | British Independent Film Awards       | Bester Nebendarsteller        | Michael Fassbender          | Nominiert |
| 7. Dezember 2014  | British Independent Film Awards       | Beste Nebendarstellerin       | Maggie Gyllenhaal           | Nominiert |
| 18. Dezember 2014 | Las Vegas Film Critics Society Awards | Bester Song                   | „I Love You All“            | Gewonnen  |
| 19. Dezember 2014 | Les Arcs European Cinema Festival     | Beste Musik                   | Stephen Rennicks            | Gewonnen  |